# Nordamerikanska mästerskapet i volleyboll för damer 2011
Nordamerikanska mästerskapet 2011 i volleyboll för damer hölls 12 till 17 september 2011 i Caguas, Puerto Rico. Det var den 22:e upplagan av tävlingen och 9 landslag från NORCECA:s medlemsförbund deltog. USA vann tävlingen för 6:e gången genom att besegra Dominikanska republiken i finalen. Bethania de la Cruz utsågs till mest värdefulla spelare.

## Deltagande lag
| Lag                     | Deltog senast                |
| ----------------------- | ---------------------------- |
| Kanada                  | Puerto Rico 2009             |
| Costa Rica              | Puerto Rico 2009             |
| Kuba                    | Puerto Rico 2009             |
| Mexiko                  | Puerto Rico 2009             |
| Panama                  | Dominikanska republiken 1985 |
| Puerto Rico             | Puerto Rico 2009             |
| Dominikanska republiken | Puerto Rico 2009             |
| USA                     | Puerto Rico 2009             |
| Trinidad och Tobago     | Puerto Rico 2009             |

## Grupper
| Grupp A                           | Grupp B                            | Grupp C                                 |
| --------------------------------- | ---------------------------------- | --------------------------------------- |
| Costa Rica · Mexiko · Puerto Rico | Kanada · USA · Trinidad och Tobago | Kuba · Panama · Dominikanska republiken |

## Första rundan

### Grupp A

#### Resultat
| Datum    | Mellan                   | Resultat | Set   | Set   | Set   | Set   | Set | Poäng totalt | Speltid | Åskådare |
| Datum    | Mellan                   | Resultat | 1     | 2     | 3     | 4     | 5   | Poäng totalt | Speltid | Åskådare |
| -------- | ------------------------ | -------- | ----- | ----- | ----- | ----- | --- | ------------ | ------- | -------- |
| 12-09-11 | Puerto Rico - Costa Rica | 3 - 0    | 25:8  | 25:12 | 25:10 |       |     | 75 - 30      | 1h:10   | 750      |
| 13-09-11 | Costa Rica - Mexiko      | 1 - 3    | 21:25 | 25:21 | 11:25 | 17:25 |     | 74 - 96      | 1h:40   | 200      |
| 14-09-11 | Mexiko - Puerto Rico     | 0 - 3    | 16:25 | 18:25 | 26:28 |       |     | 60 - 78      | 1h:27   | 1.800    |

#### Sluttabell
| Pos | Landslag    | Poäng | Matcher | Matcher | Matcher   | Set   | Set       | Kvot  | Poäng | Poäng     | Kvot  |
| Pos | Landslag    | Poäng | Spelade | Vunna   | Förlorade | Vunna | Förlorade | Kvot  | Vunna | Förlorade | Kvot  |
| --- | ----------- | ----- | ------- | ------- | --------- | ----- | --------- | ----- | ----- | --------- | ----- |
| 1   | Puerto Rico | 12    | 2       | 2       | 0         | 6     | 0         | MAX   | 153   | 90        | 1.700 |
| 2   | Mexiko      | 6     | 2       | 1       | 1         | 3     | 4         | 0.750 | 156   | 152       | 1.026 |
| 3   | Costa Rica  | 3     | 2       | 0       | 2         | 1     | 6         | 0.167 | 104   | 171       | 0.608 |

      Kvalificerade för semifinal.
      Kvalificerade för kvartsfinal.

### Grupp B

#### Resultat
| Datum    | Mellan                       | Resultat | Set   | Set   | Set   | Set   | Set | Poäng totalt | Speltid | Åskådare |
| Datum    | Mellan                       | Resultat | 1     | 2     | 3     | 4     | 5   | Poäng totalt | Speltid | Åskådare |
| -------- | ---------------------------- | -------- | ----- | ----- | ----- | ----- | --- | ------------ | ------- | -------- |
| 12-09-11 | Kanada - Trinidad och Tobago | 3 - 1    | 25:15 | 28:30 | 25:22 | 25:11 |     | 103 - 78     | 1h:54   | 400      |
| 13-09-11 | USA - Kanada                 | 3 - 0    | 25:19 | 25:19 | 25:23 |       |     | 75 - 61      | 1h:33   | 500      |
| 14-09-11 | Trinidad och Tobago - USA    | 0 - 3    | 14:25 | 16:25 | 11:25 |       |     | 41 - 75      | 1h:11   | 200      |

#### Sluttabell
| Pos | Landslag            | Poäng | Matcher | Matcher | Matcher   | Set   | Set       | Kvot  | Poäng | Poäng     | Kvot  |
| Pos | Landslag            | Poäng | Spelade | Vunna   | Förlorade | Vunna | Förlorade | Kvot  | Vunna | Förlorade | Kvot  |
| --- | ------------------- | ----- | ------- | ------- | --------- | ----- | --------- | ----- | ----- | --------- | ----- |
| 1   | USA                 | 12    | 2       | 2       | 0         | 6     | 0         | MAX   | 150   | 102       | 1.471 |
| 2   | Kanada              | 6     | 2       | 1       | 1         | 3     | 4         | 0.750 | 164   | 153       | 1.072 |
| 3   | Trinidad och Tobago | 3     | 2       | 0       | 2         | 1     | 6         | 0.167 | 119   | 178       | 0.669 |

      Kvalificerade för semifinal.
      Kvalificerade för kvartsfinal.

### Grupp C

#### Resultat
| Datum    | Mellan                           | Resultat | Set   | Set   | Set   | Set | Set | Poäng totalt | Speltid | Åskådare |
| Datum    | Mellan                           | Resultat | 1     | 2     | 3     | 4   | 5   | Poäng totalt | Speltid | Åskådare |
| -------- | -------------------------------- | -------- | ----- | ----- | ----- | --- | --- | ------------ | ------- | -------- |
| 12-09-11 | Dominikanska republiken - Panama | 3 - 0    | 25:12 | 25:10 | 25:15 |     |     | 75 - 37      | 1h:26   | 252      |
| 13-09-11 | Panama - Kuba                    | 0 - 3    | 13:25 | 15:25 | 7:25  |     |     | 35 - 75      | 1h:03   | 155      |
| 14-09-11 | Kuba - Dominikanska republiken   | 3 - 0    | 25:15 | 29:27 | 25:22 |     |     | 79 - 64      | 1h:03   | 1.275    |

#### Sluttabell
| Pos | Landslag                | Poäng | Matcher | Matcher | Matcher   | Set   | Set       | Kvot  | Poäng | Poäng     | Kvot  |
| Pos | Landslag                | Poäng | Spelade | Vunna   | Förlorade | Vunna | Förlorade | Kvot  | Vunna | Förlorade | Kvot  |
| --- | ----------------------- | ----- | ------- | ------- | --------- | ----- | --------- | ----- | ----- | --------- | ----- |
| 1   | Kuba                    | 12    | 2       | 2       | 0         | 6     | 0         | MAX   | 154   | 99        | 1.556 |
| 2   | Dominikanska republiken | 7     | 2       | 1       | 1         | 3     | 3         | 1.000 | 139   | 116       | 1.198 |
| 3   | Panama                  | 2     | 2       | 0       | 2         | 0     | 6         | 0.000 | 72    | 150       | 0.480 |

      Kvalificerade för semifinal.
      Kvalificerade för kvartsfinal.

## Slutspelsfasen

### Slutspelsträd
|  | Kvartsfinaler           | Kvartsfinaler           | Kvartsfinaler           |                         |     | Semifinaler | Semifinaler         | Semifinaler         |                     |      | Final | Final | Final |  |
|  |                         |                         |                         |                         |     |             |                     |                     |                     |      |       |       |       |  |
|  |                         |                         |                         |                         |     | Kuba        | Kuba                | 0                   |                     |      |       |       |       |  |
|  |                         |                         |                         |                         |     | Kuba        | Kuba                | 0                   |                     |      |       |       |       |  |
|  |                         |                         | USA                     | USA                     | 3   |             |                     |                     |                     |      |       |       |       |  |
|  | USA                     | USA                     | USA                     | USA                     | 3   | 3           |                     |                     |                     |      |       |       |       |  |
|  | USA                     | USA                     |                         |                         |     |             |                     |                     |                     |      |       |       |       |  |
|  | Mexiko                  | Mexiko                  | 0                       |                         |     |             |                     |                     |                     |      |       |       |       |  |
|  | Mexiko                  | Mexiko                  | 0                       |                         | USA | USA         | 3                   |                     |                     |      |       |       |       |  |
|  |                         |                         |                         |                         |     |             |                     |                     |                     |      |       |       |       |  |
|  |                         |                         | Dominikanska republiken | Dominikanska republiken | 0   |             |                     |                     |                     |      |       |       |       |  |
|  |                         |                         |                         | Dominikanska republiken | 0   |             |                     |                     |                     |      |       |       |       |  |
|  |                         |                         |                         |                         |     |             |                     |                     |                     |      |       |       |       |  |
|  |                         |                         |                         |                         |     |             |                     |                     |                     |      |       |       |       |  |
|  |                         | Puerto Rico             | Puerto Rico             | 0                       |     |             | Match om tredjepris | Match om tredjepris | Match om tredjepris |      |       |       |       |  |
|  |                         |                         |                         | 0                       |     |             |                     |                     |                     |      |       |       |       |  |
|  |                         |                         | Dominikanska republiken | Dominikanska republiken | 3   |             |                     |                     |                     |      |       |       |       |  |
|  | Dominikanska republiken | Dominikanska republiken | Dominikanska republiken | Dominikanska republiken | 3   | 3           |                     |                     | Kuba                | Kuba | 3     |       |       |  |
|  | Dominikanska republiken | Dominikanska republiken |                         |                         |     |             |                     |                     | Kuba                | Kuba | 3     |       |       |  |
|  | Kanada                  | Kanada                  | 0                       |                         |     | Puerto Rico | Puerto Rico         | 0                   |                     |      |       |       |       |  |

#### Resultat
| Datum    | Mellan                                | Resultat | Set   | Set   | Set   | Set | Set | Poäng totalt | Speltid | Åskådare |
| Datum    | Mellan                                | Resultat | 1     | 2     | 3     | 4   | 5   | Poäng totalt | Speltid | Åskådare |
| -------- | ------------------------------------- | -------- | ----- | ----- | ----- | --- | --- | ------------ | ------- | -------- |
| 15-09-11 | Dominikanska republiken - Kanada      | 3 - 0    | 25:17 | 25:22 | 25:21 |     |     | 75 - 60      | 1h:31   | 850      |
| 15-09-11 | USA - Mexiko                          | 3 - 0    | 25:11 | 25:8  | 25:19 |     |     | 75 - 38      | 1h:11   | 350      |
| 16-09-11 | Kuba - USA                            | 0 - 3    | 20:25 | 17:25 | 13:25 |     |     | 50 - 75      | 1h:17   | 1.500    |
| 16-09-11 | Puerto Rico - Dominikanska republiken | 0 - 3    | 16:25 | 23:25 | 22:25 |     |     | 61 - 75      | 1h:35   | 3.125    |
| 17-09-11 | Kuba - Puerto Rico                    | 3 - 0    | 25:20 | 25:15 | 25:21 |     |     | 75 - 56      | 1h:19   | 1.900    |
| 17-09-11 | USA - Dominikanska republiken         | 3 - 0    | 25:15 | 25:23 | 25:18 |     |     | 75 - 56      | 1h:20   | -        |

### Match om femteplats

#### Resultat
| Datum    | Mellan          | Resultat | Set   | Set   | Set   | Set   | Set | Poäng totalt | Speltid | Åskådare |
| Datum    | Mellan          | Resultat | 1     | 2     | 3     | 4     | 5   | Poäng totalt | Speltid | Åskådare |
| -------- | --------------- | -------- | ----- | ----- | ----- | ----- | --- | ------------ | ------- | -------- |
| 17-09-11 | Mexiko - Kanada | 3 - 1    | 22:25 | 25:23 | 25:18 | 25:22 |     | 97 - 88      | 2h:16   | 200      |

### Spel om plats 7-9
|  | Semifinaler | Semifinaler |            |                     | Final | Final |  |
|  |             |             |            |                     |       |       |  |
|  | -           | -           |            |                     |       |       |  |
|  | -           | -           |            |                     |       |       |  |
|  | -           | -           |            |                     |       |       |  |
|  | -           | -           |            | Trinidad och Tobago | 3     |       |  |
|  |             |             |            | Trinidad och Tobago | 3     |       |  |
|  |             |             | Costa Rica | 0                   |       |       |  |
|  | Panama      | 1           | Costa Rica | 0                   |       |       |  |
|  | Panama      | 1           |            |                     |       |       |  |
|  | Costa Rica  | 3           |            |                     |       |       |  |

#### Resultat
| Datum    | Mellan                           | Resultat | Set   | Set   | Set   | Set   | Set | Poäng totalt | Speltid | Åskådare |
| Datum    | Mellan                           | Resultat | 1     | 2     | 3     | 4     | 5   | Poäng totalt | Speltid | Åskådare |
| -------- | -------------------------------- | -------- | ----- | ----- | ----- | ----- | --- | ------------ | ------- | -------- |
| 15-09-11 | Panama - Costa Rica              | 1 - 3    | 21:25 | 17:25 | 25:21 | 19:25 |     | 82 - 96      | 1h:43   | 150      |
| 16-09-11 | Trinidad och Tobago - Costa Rica | 3 - 0    | 26:24 | 25:21 | 25:12 |       |     | 76 - 57      | 1h:20   | 150      |

## Slutplaceringar
| Sluttabell | Lag                     | Kvalificerat för |
| ---------- | ----------------------- | ---------------- |
|            | USA                     | Världscupen 2011 |
|            | Dominikanska republiken | Världscupen 2011 |
|            | Kuba                    |                  |
| 4          | Puerto Rico             |                  |
| 5          | Mexiko                  |                  |
| 6          | Kanada                  |                  |
| 7          | Trinidad och Tobago     |                  |
| 8          | Costa Rica              |                  |
| 9          | Panama                  |                  |

## Individuella utmärkelser
| Utmärkelse              | Namn                | Lag                     |
| ----------------------- | ------------------- | ----------------------- |
| Mest värdefulla spelare | Bethania de la Cruz | Dominikanska republiken |
| Bästa poängvinnare      | Sarah Pavan         | Kanada                  |
| Bästa anfallare         | Yanelis Santos      | Kuba                    |
| Bästa blockare          | Marisa Field        | Kanada                  |
| Bästa servare           | Logan Tom           | USA                     |
| Bästa passare           | Lindsey Berg        | USA                     |
| Bästa mottagare         | Brenda Castillo     | Dominikanska republiken |
| Bästa försvarare        | Brenda Castillo     | Dominikanska republiken |
| Bästa libero            | Brenda Castillo     | Dominikanska republiken |
| Eugenio Laffita Award   | Hugh McCutcheon     | USA                     |